# Port lotniczy EuroAirport Bazylea-Miluza-Fryburg
Lotnisko Bazylea-Miluza-Fryburg (znane też jako EuroAirport, kody IATA BSL, MLH, EAP, kod ICAO LFSB) – francusko-szwajcarski międzynarodowy port lotniczy położony ok. 4 km na północny zachód od Bazylei i 3 km od najbliższej stacji kolejowej we francuskim Saint Louis w Alzacji. EuroAirport działa od 8 maja 1946 roku. Wcześniej bazylejskie lotnisko znajdowało się na Sternenfeld w Birsfelden.
EuroAirport leży na terenie Francji i jest spółką publiczną działającą według prawa międzynarodowego z siedzibą we Francji, korzysta jednak ze statusu dwunarodowego na mocy francusko-szwajcarskiej umowy międzypaństwowej z roku 1949. W jej ramach EuroAirport obejmuje także szwajcarską strefę celną oraz jest połączony drogą wolnocłową z Bazyleą.
Z powodu tej sytuacji podróżni napotykają na kilka osobliwości:
- W niektórych lotach na EuroAirport lotnisko docelowe opisane jest jako Bazylea, Szwajcaria (kod IATA: BSL), a w innych – Miluza, Francja (kod IATA: MLH). Czasem stosowany jest też kompromisowy opis Euroairport (kod IATA: EAP). W każdym przypadku można mimo to korzystać z przejść do Francji i do Szwajcarii. Szukając zatem lotu do EuroAirportu warto sprawdzić wszystkie trzy warianty, gdyż ten szczegół nie jest znany we wszystkich biurach podróży.
- W przeciwieństwie do większości innych lotnisk, odbiór bagażu odbywa się przed kontrolą paszportowo-celną. Dopiero po przejęciu bagażu należy przejść, zgodnie z wyborem, przez kontrolę francuską lub szwajcarską.
- Kiedy podróżny zdążający od strony Szwajcarii zmierza na lot odbywający się wewnątrz strefy Schengen, kontrola wyjazdowa ze Szwajcarii i wjazdowa do strefy Schengen odbywa się jeszcze na lotnisku. Można także dojechać na lotnisko od strony francuskiej i wtedy kontrola odbywa się w drodze na lotnisko, a nie na samym lotnisku. Odpowiednio odwrotnie rzecz się ma w przypadku podróżnych przylatujących ze strony francuskiej i jadących do Szwajcarii.

W czerwcu 2005 roku linia EasyJet uczyniła EuroAirport jednym ze swoich portów bazowych.

## EuroAirport w liczbach
W 2004 EuroAirport obsłużył 2 549 127 pasażerów (wzrost o 2%). W 2003 – 2 489 676 pasażerów (3 058 416 w 2002, spadek o 23%), 87 995 połączeń (spadek o 19%) i ładunki o łącznym ciężarze 81 423 t (wzrost o 2%). Z EuroAirportu można dotrzeć regularnymi lotami do 60 celów oraz lotami czarterowymi do ok. 40 celów wokół Morza Śródziemnego, na Karaiby, do Afryki i Ameryki.

## Linie lotnicze i połączenia
| Linia lotnicza        | Kierunek |
| --------------------- | --- |
| Aegean Airlines       | 1. Ateny |
| Air Albania           | Sezonowo: 1. Kukës |
| Air Algerie           | 1. Konstantyna Sezonowo: 1. Algier |
| Air Arabia Maroc      | 1. Casablanca 2. Rabat |
| Air Cairo             | Sezonowo: 1. Hurghada |
| Air France            | 1. Paryż-Charles de Gaulle |
| Air Transat           | Sezonowo: 1. Montreal-Trudeau |
| AnadoluJet            | 1. Stambuł-Sabiha Gökçen |
| Austrian Airlines     | 1. Wiedeń |
| British Airways       | 1. Londyn-Heathrow |
| Condor                | Sezonowo: 1. Palma de Mallorca |
| Corendon Airlines     | Sezonowo: 1. Antalya |
| Cyprus Airways        | Sezonowo: 1. Larnaka |
| EasyJet               | 1. Alicante 2. Amsterdam 3. Ateny 4. Barcelona 5. Berlin 6. Bordeaux 7. Brindisi 8. Bristol 9. Budapeszt 10. Katania 11. Kopenhaga 12. Edynburg 13. Faro 14. Fuerteventura 15. Gran Canaria 16. Hamburg 17. Lanzarote 18. Lizbona 19. Londyn-Gatwick 20. Madryt 21. Malaga 22. Manchester 23. Marrakesz 24. Marsylia 25. Montpellier 26. Nantes 27. Neapol 28. Nicea 29. Palma de Mallorca 30. Porto 31. Praga 32. / Prisztina 33. Rzym-Fiumicino 34. Santiago de Compostela 35. Tel Awiw 36. Teneryfa-Południe 37. Tuluza 38. Walencja Sezonowo: 1. Agadir 2. Ajaccio 3. Antalya 4. Bari 5. Bastia 6. Biarritz 7. Cagliari 8. Calvi 9. Chania 10. Dubrownik 11. Enfidha 12. Figari 13. Madera 14. Malta 15. Heraklion 16. Hurghada 17. Ibiza 18. Kraków 19. Lamezia Terme 20. Larnaka 21. Menorka 22. Mykonos 23. Olbia 24. Palermo 25. Pula 26. Rodos 27. Rijeka 28. Split 29. Salerno 30. Saloniki 31. Wenecja 32. Zadar |
| Eurowings             | Sezonowo: 1. Palma de Mallorca |
| flydubai              | 1. Dubaj |
| KLM                   | 1. Amsterdam |
| Lufthansa             | 1. Frankfurt 2. Monachium |
| Norwegian Air Shuttle | Sezonowo: 1. Kopenhaga 2. Oslo-Gardermoen |
| Nouvelair             | 1. Tunis Sezonowo: 1. Dżerba |
| Pegasus Airlines      | 1. Stambuł-Sabiha Gökçen Sezonowo: 1. Izmir |
| Ryanair               | 1. Dublin 2. Londyn-Stansted 3. Zagrzeb |
| Southwind Airlines    | Sezonowe czartery: 1. Antalya |
| SunExpress            | 1. Antalya Sezonowo: 1. Gaziantep 2. Izmir 3. Kayseri |
| Tassili Airlines      | 1. Konstantyna |
| Turkish Airlines      | 1. Stambuł Sezonowo: 1. Gaziantep |
| Vueling               | 1. Barcelona |
| Wizz Air              | 1. Banja Luka 2. Belgrad 3. Bukareszt 4. Budapeszt 5. Kluż-Napoka 6. Jassy 7. Nisz 8. / Prisztina 9. Rzym-Fiumicino 10. Skopje 11. Sofia 12. Tirana 13. Tuzla 14. Warszawa-Chopin |

### Cargo
| Linia lotnicza          | Kierunek                                                  |
| ----------------------- | --------------------------------------------------------- |
| AirBridgeCargo Airlines | 1. Moskwa-Szeremietiewo                                   |
| ASL Airlines Belgium    | 1. Liège                                                  |
| DHL Aviation            | 1. East Midlands 2. Genewa 3. Lipsk                       |
| FedEx Express           | 1. Paryż-Charles de Gaulle                                |
| Korean Air Cargo        | 1. Seul-Inczon 2. Wiedeń                                  |
| Qatar Airways Cargo     | 1. Doha 2. Bruksela 3. Londyn-Heathrow 4. Londyn-Stansted |
| UPS Airlines            | 1. Kolonia/Bonn 2. Genewa 3. Sarajewo                     |